# Hrebeni, Kaharlîk
Hrebeni (în ucraineană Гребені) este localitatea de reședință a comunei Hrebeni din raionul Kaharlîk, regiunea Kiev, Ucraina.

## Demografie
Componența lingvistică a localității Hrebeni
     Ucraineană (94,95%)
     Rusă (4,68%)
Conform recensământului din 2001, majoritatea populației localității Hrebeni era vorbitoare de ucraineană (94,95%), existând în minoritate și vorbitori de rusă (4,68%).